# Кабра
Кабра (шп. Cabra) град је у Шпанији у аутономној заједници Андалузија у покрајини Кордоба. Према процени из 2017. у граду је живело 20 704 становника.

## Становништво
Према процени, у граду је 2017. живело 20 704 становника.
| 1970.  | 1981.  | 1991.  | 2001.  | 2010.  | 2017.  |
| ------ | ------ | ------ | ------ | ------ | ------ |
| 20.428 | 19.819 | 20.343 | 20.645 | 21.266 | 20.704 |

## Партнерски градови
- Линарес
- Galiano Island
- Санта Колома де Граманет